# Kościół Wniebowzięcia Panny Marii w Policach nad Metují
Kościół w Policach nad Metují  − kościół w Czechach, w Sudetach Środkowych, w miejscowości Police nad Metují.
Kościół i klasztor pierwotnie wybudowane w XIII w. dokładnie w latach 1253–1294 przez benedyktynów z klasztoru na Břevnovie, przebudowane na styl barokowy w XVII-XVIII w. m.in. za czasów opata Othmara Zinke (1700–1738). Od frontu figury przedstawiające: Chrystusa na krzyżu, śś. Prokopa Benedykta, Scholastykę, Guntera.

## Figury, wnętrze

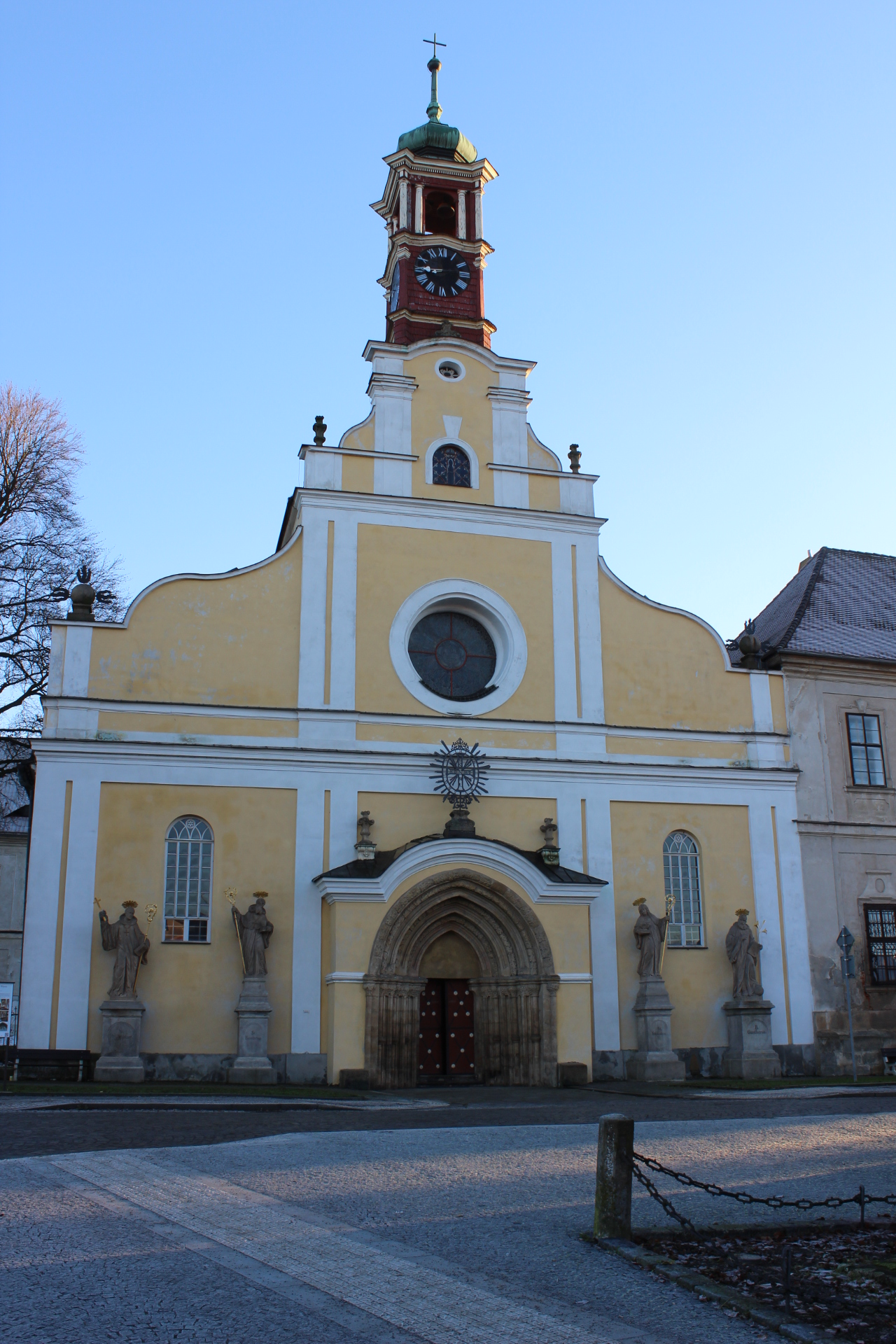
Kościół
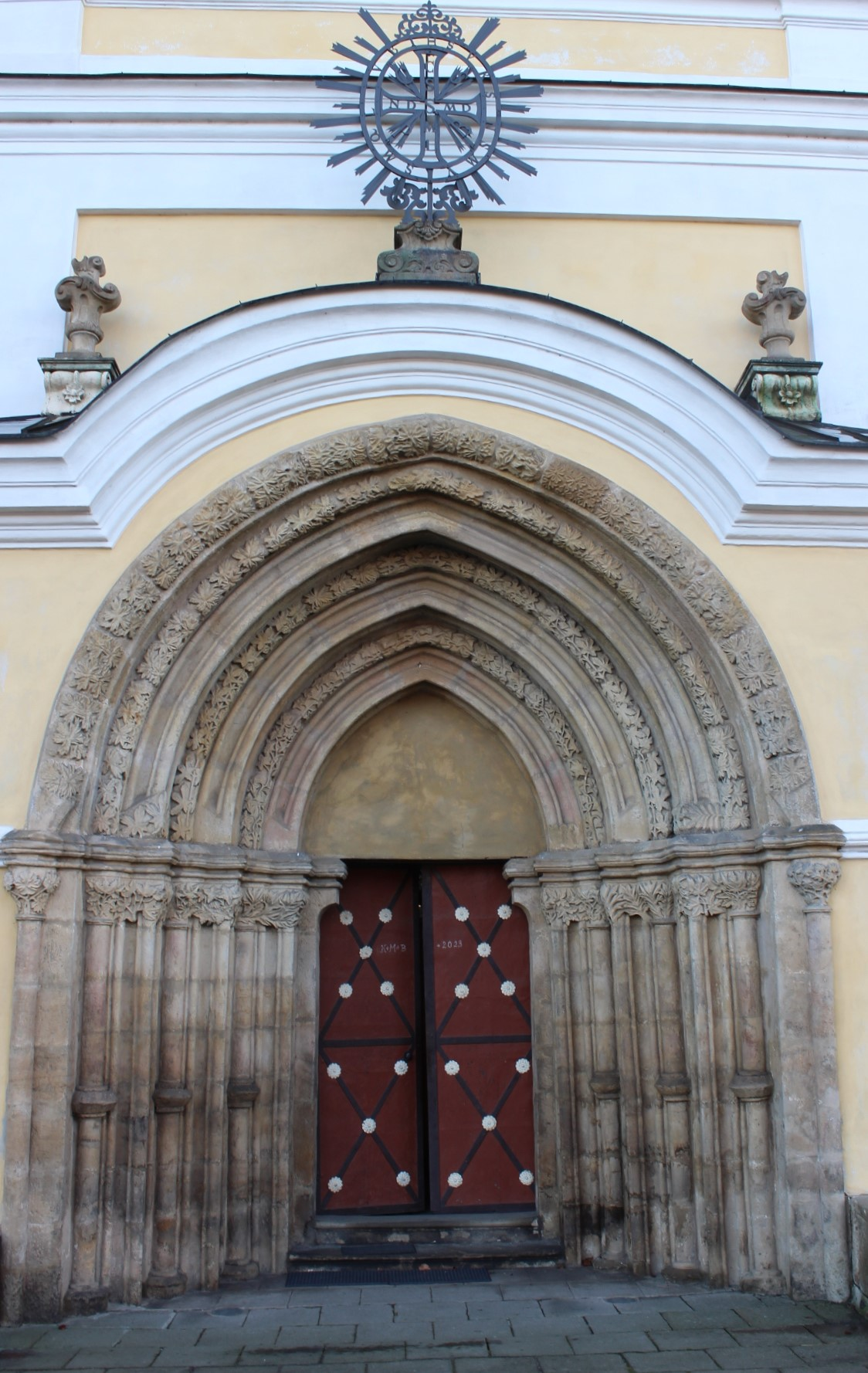
Portal
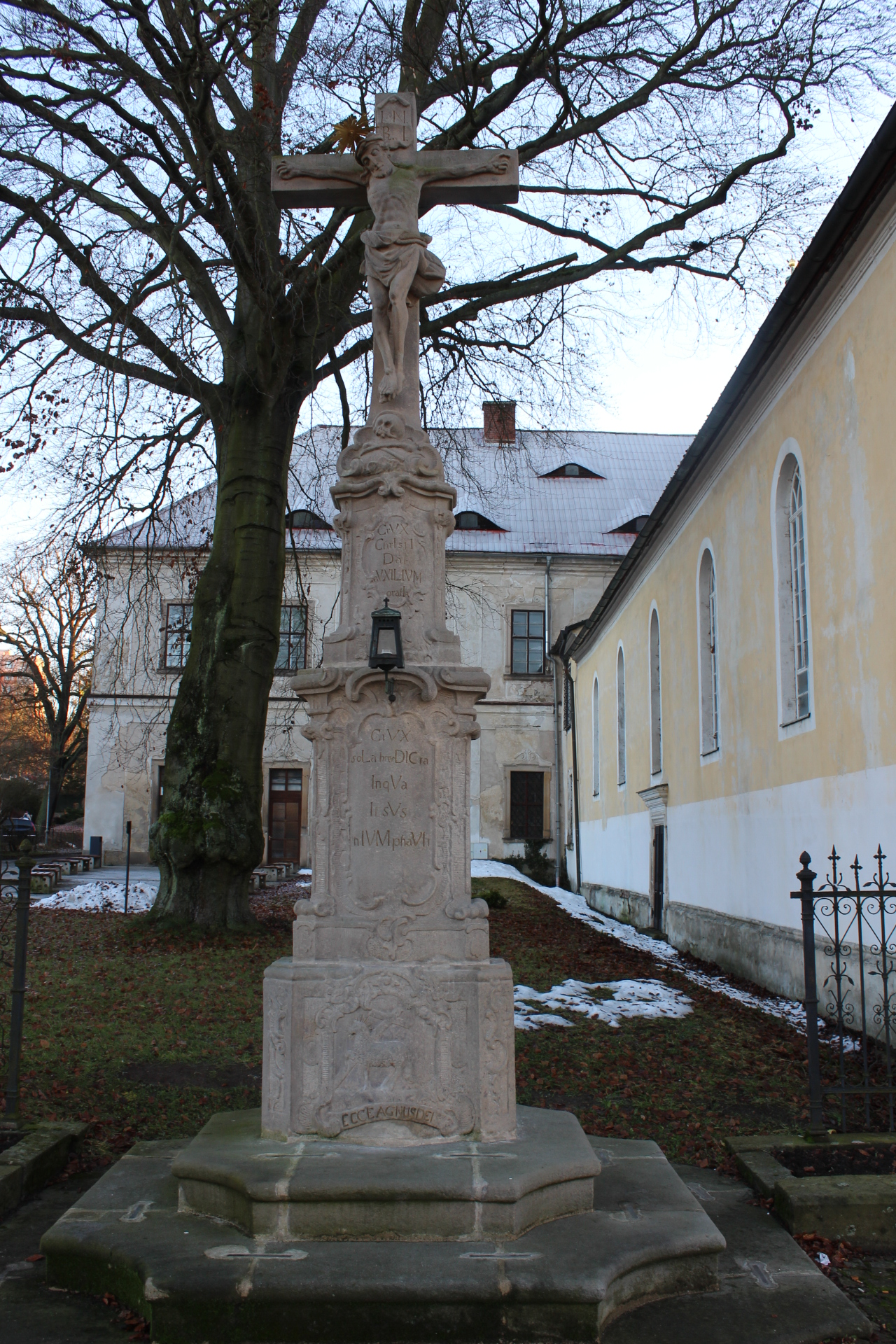
Krzyż
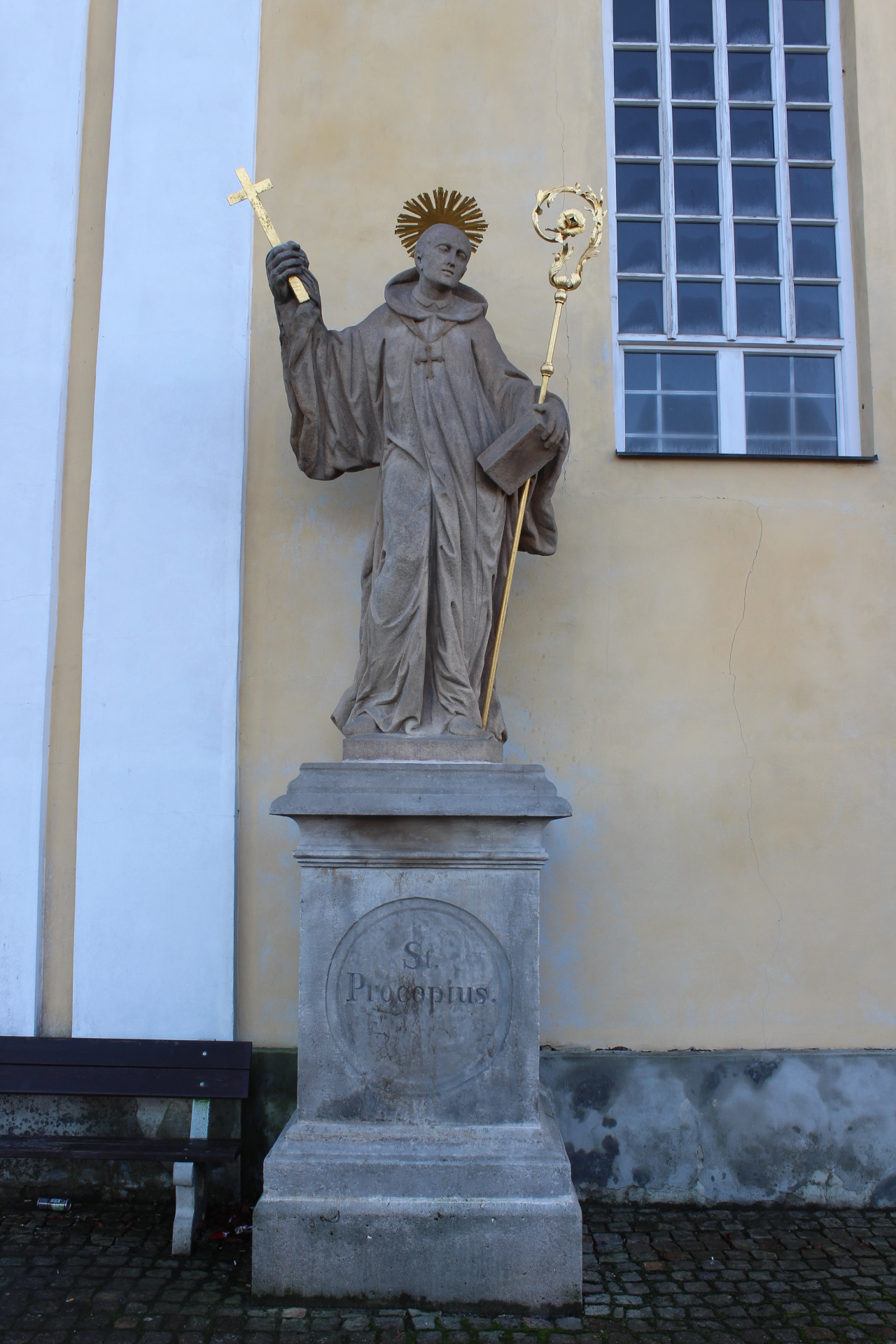
Święty Prokop
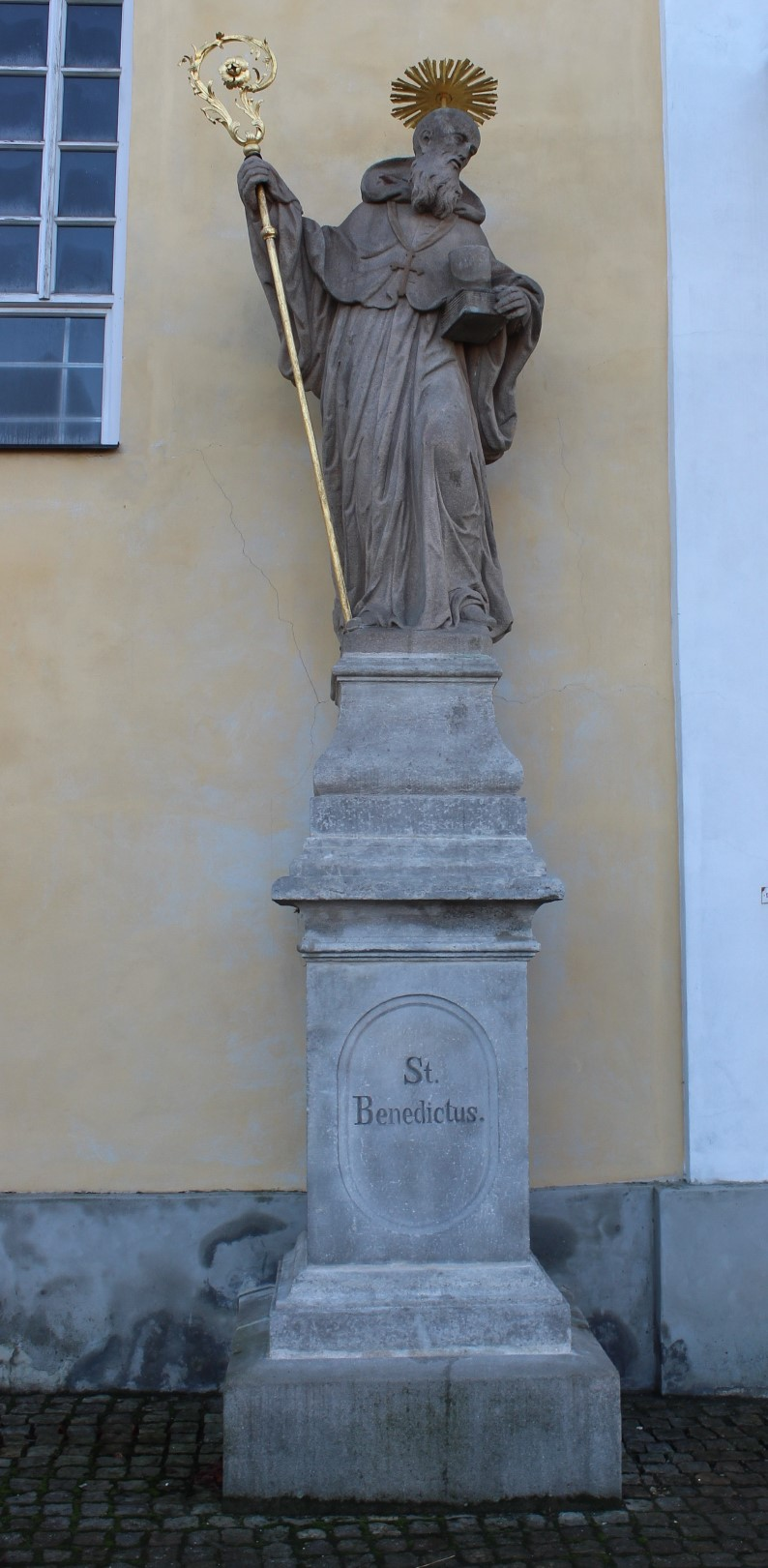
Święty Benedykt
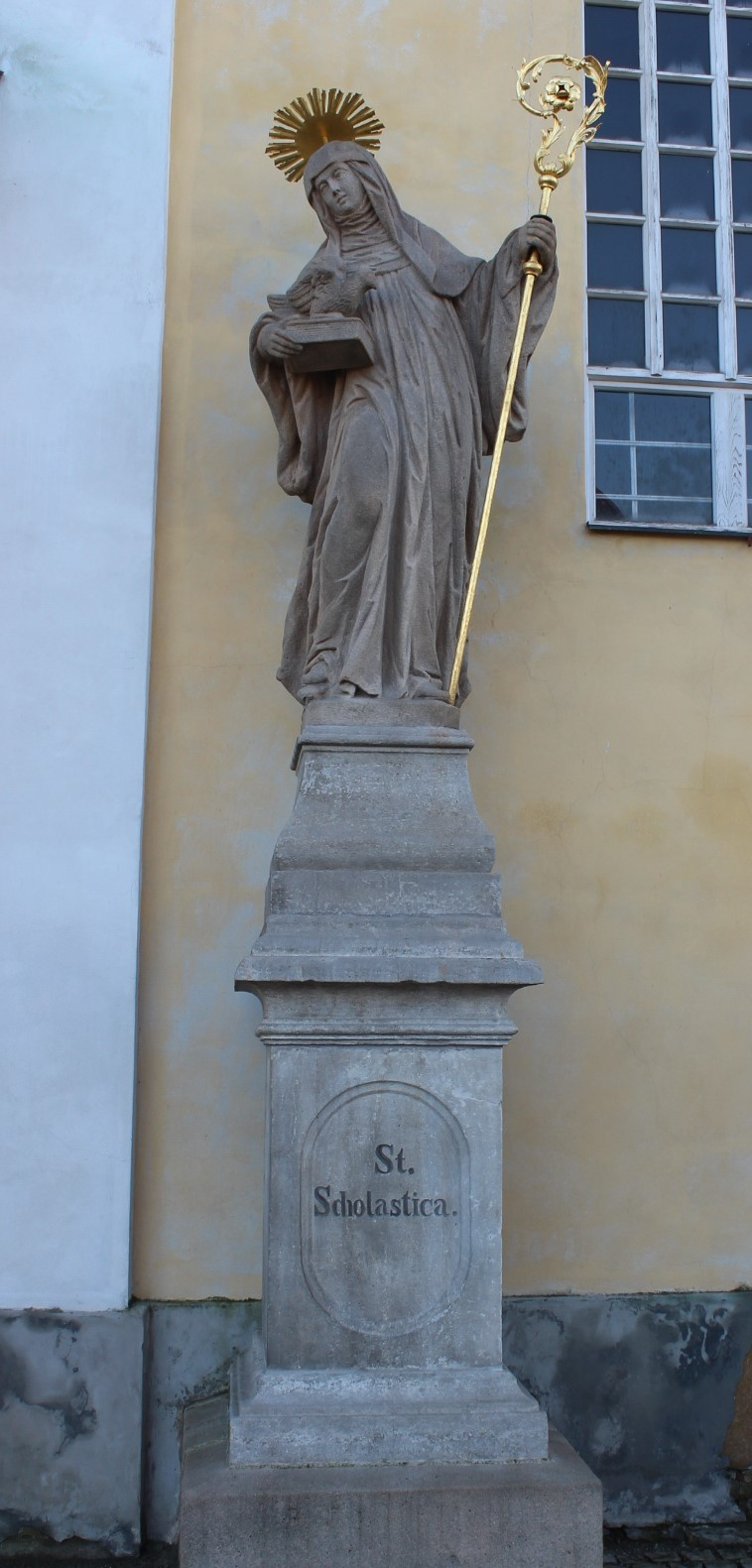
Święta Scholastyka
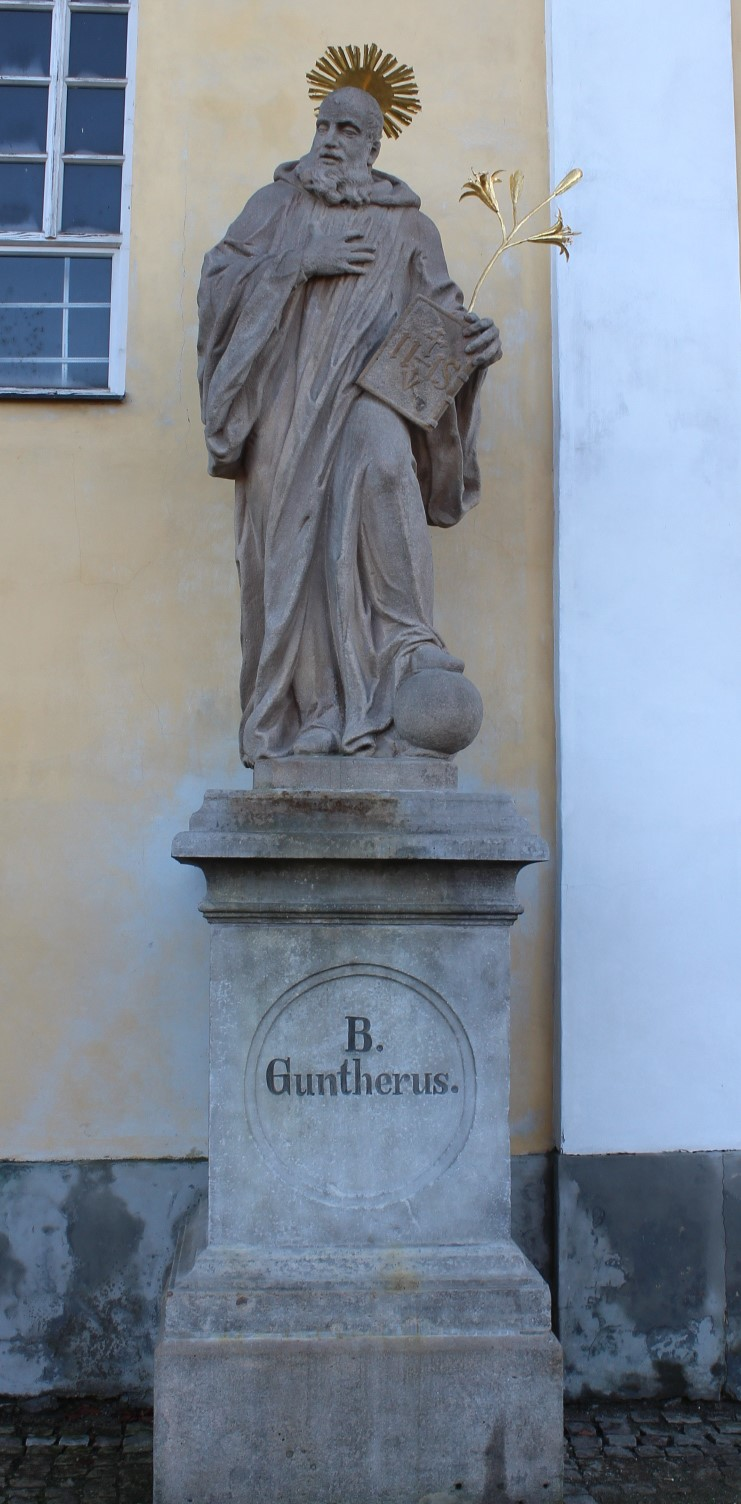
Święty Gunther
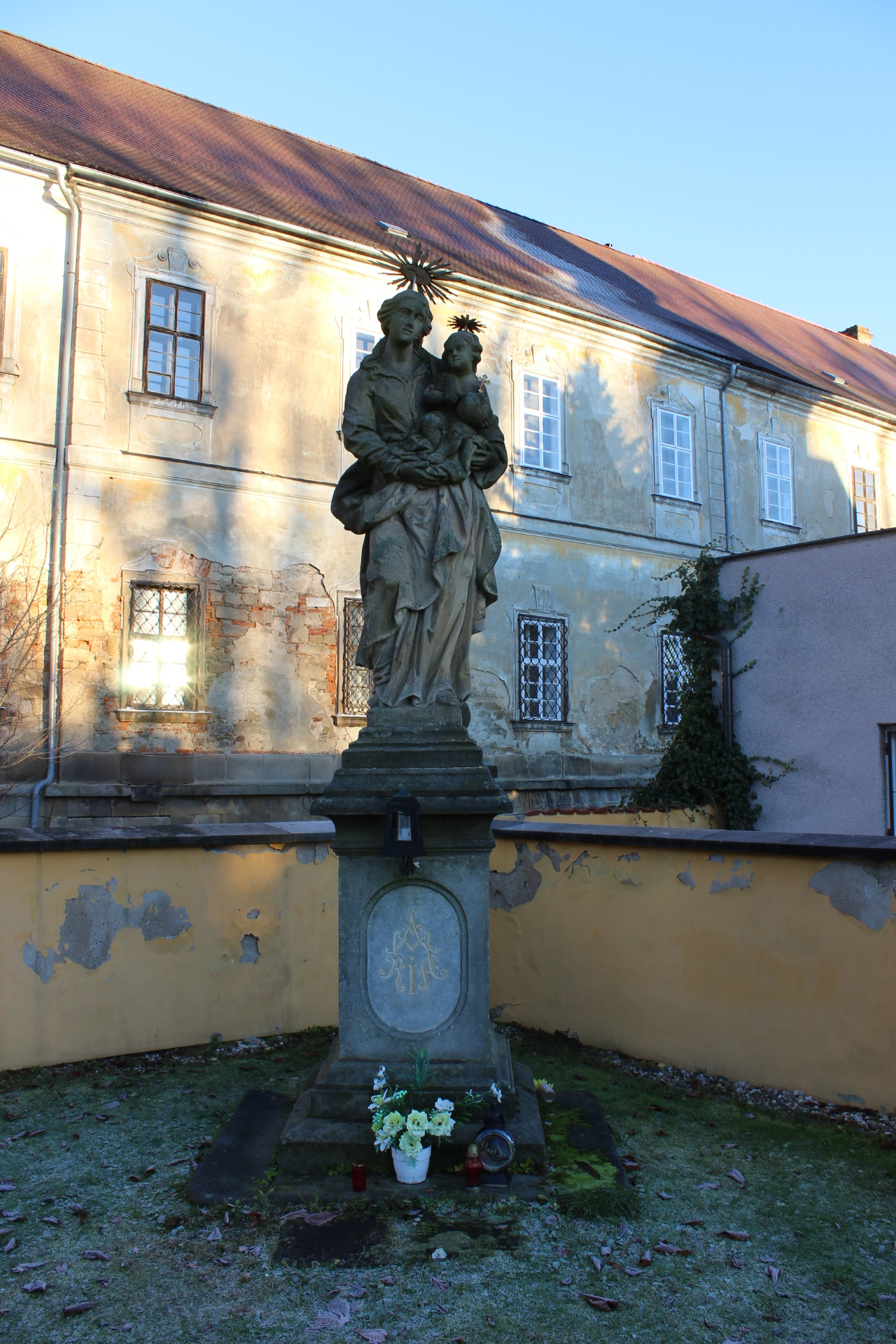
Maryja
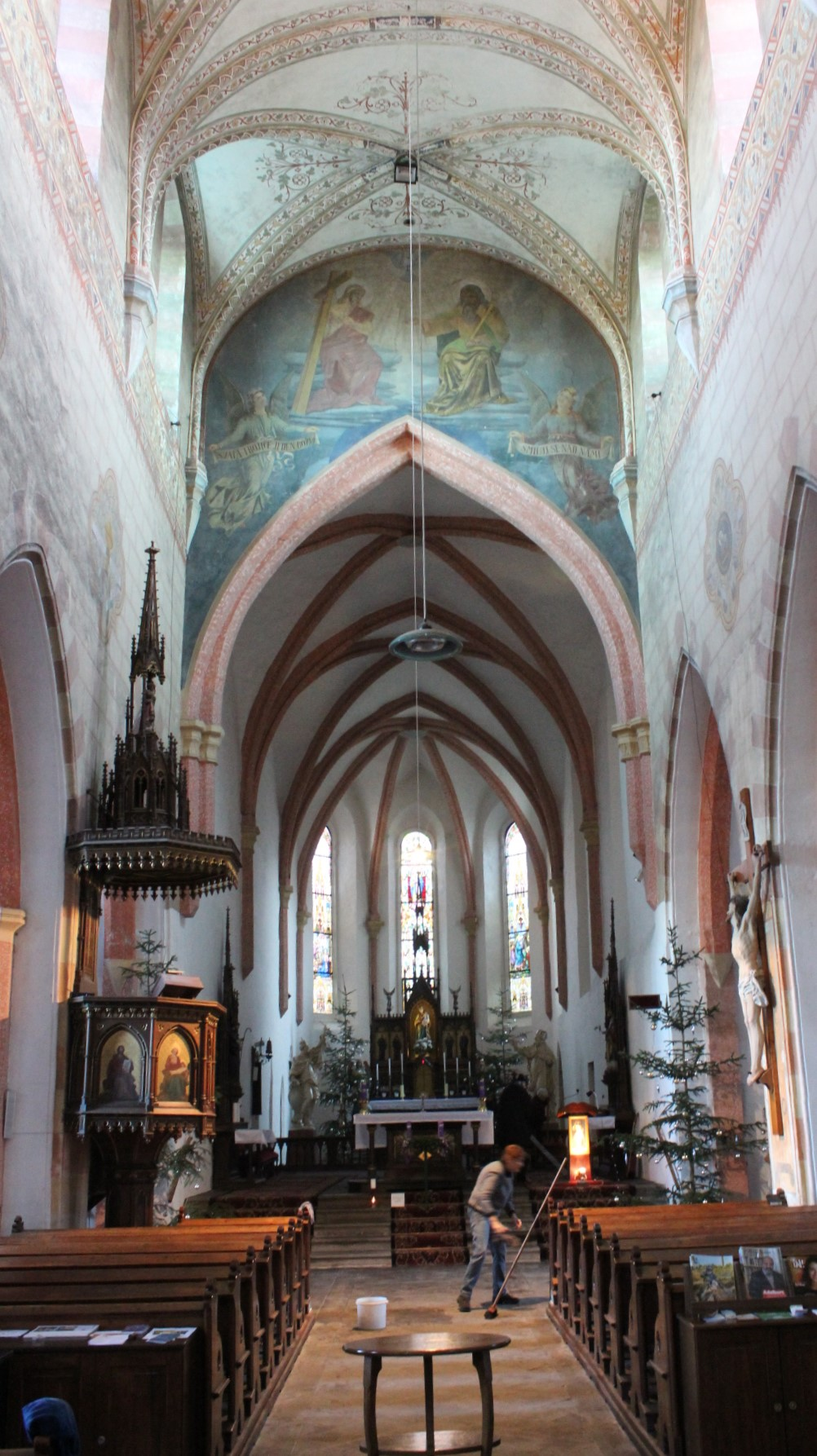
Wnętrze
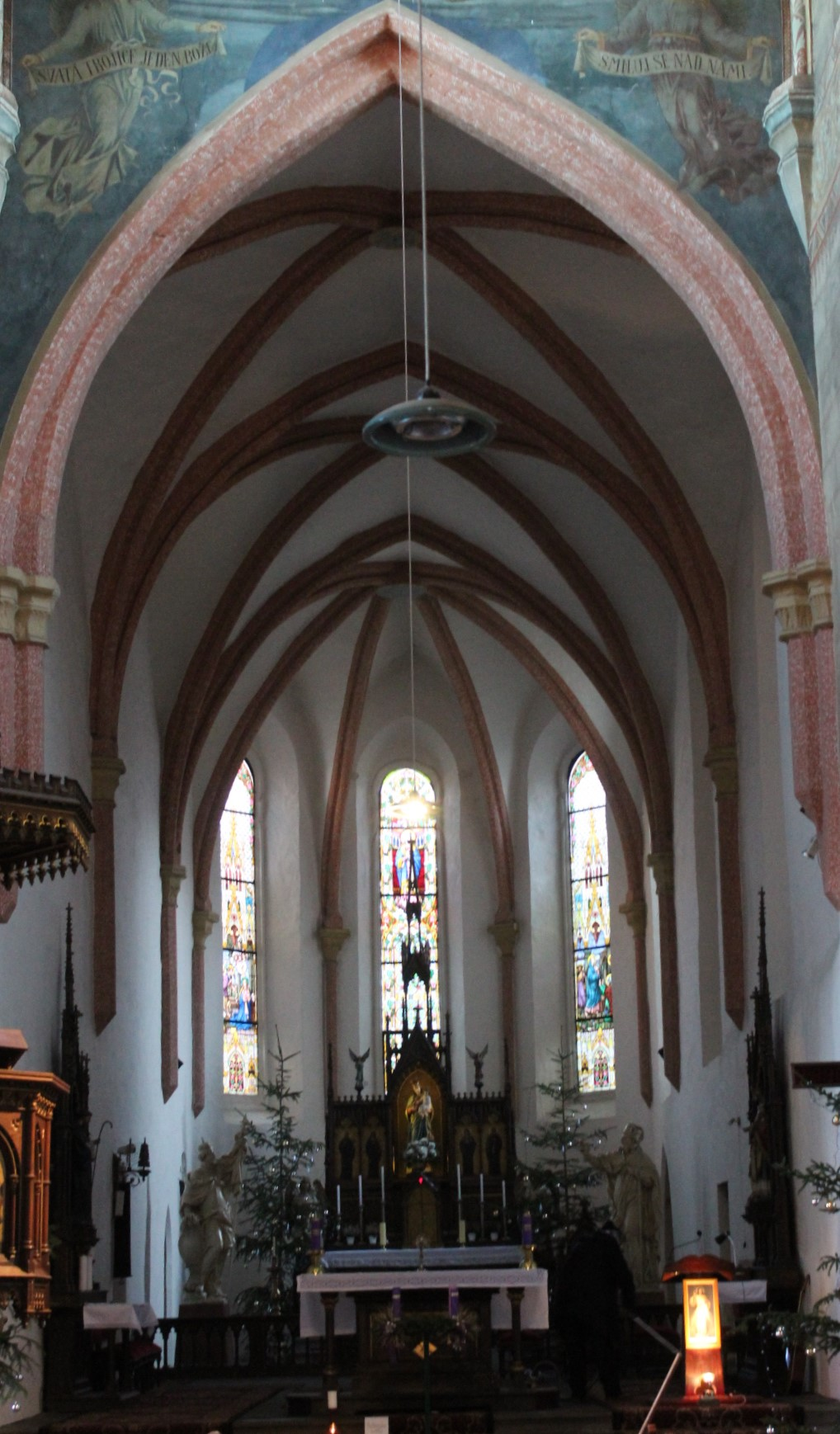
Wnętrze
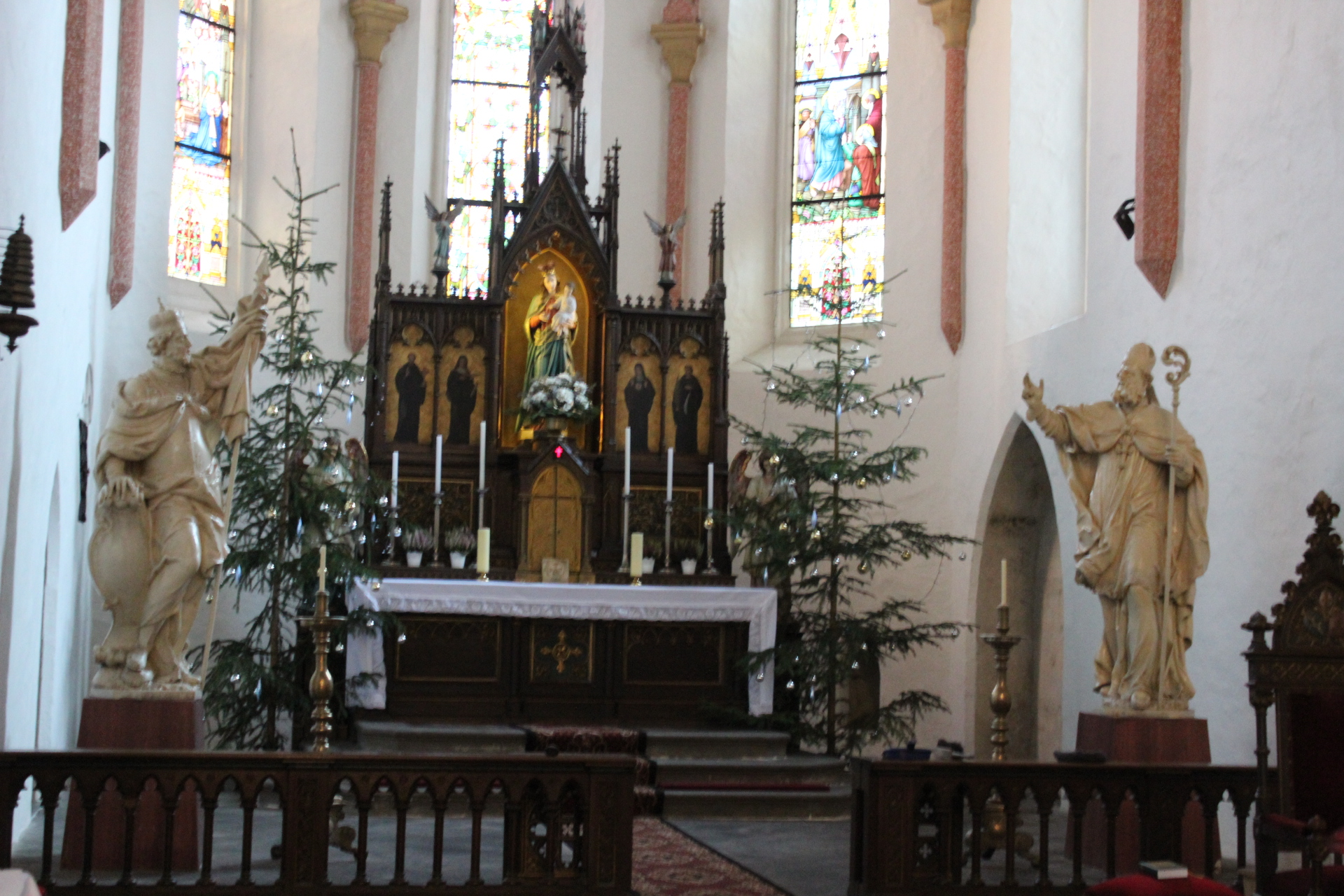
Ołtarz

## Chrzcielnice

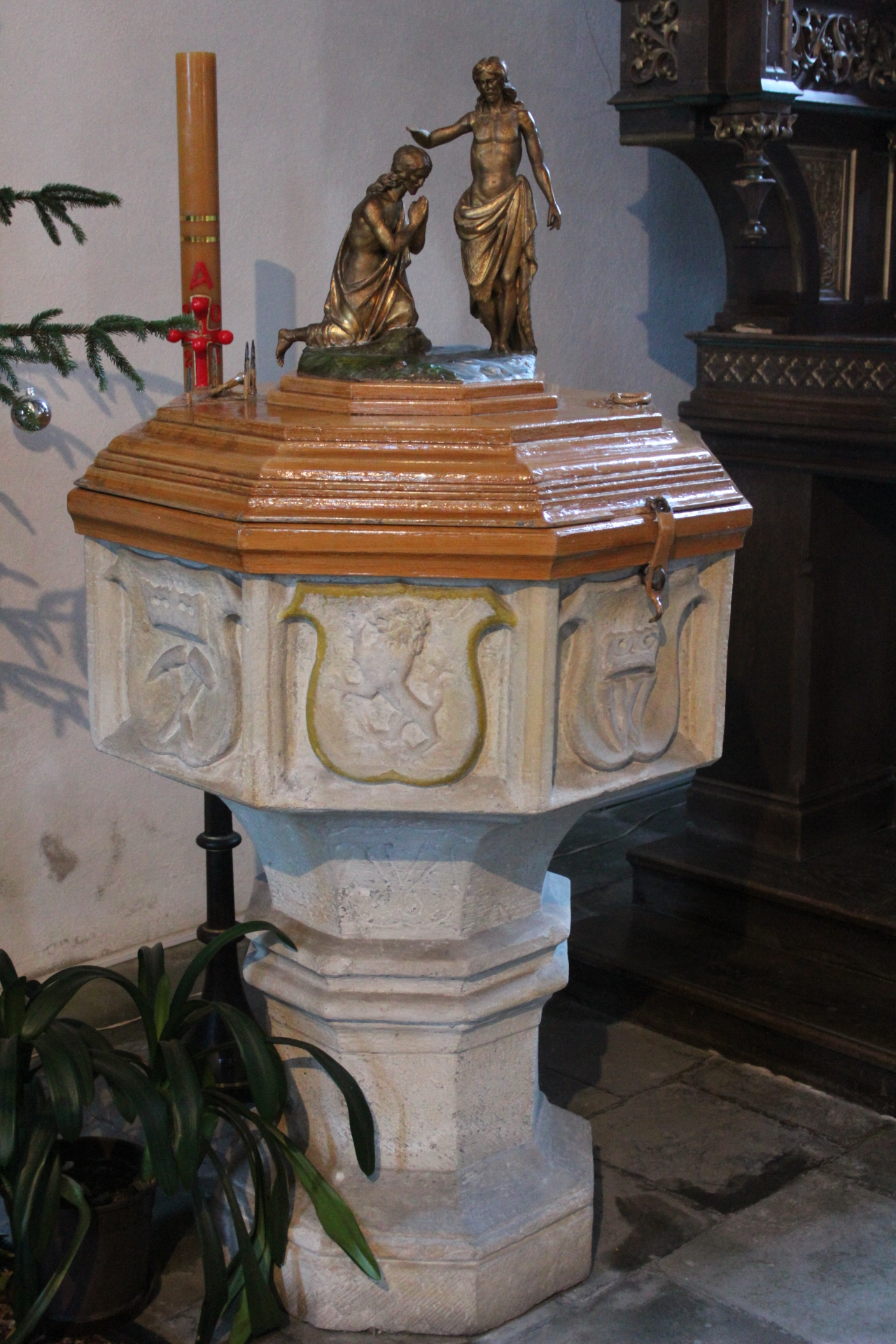
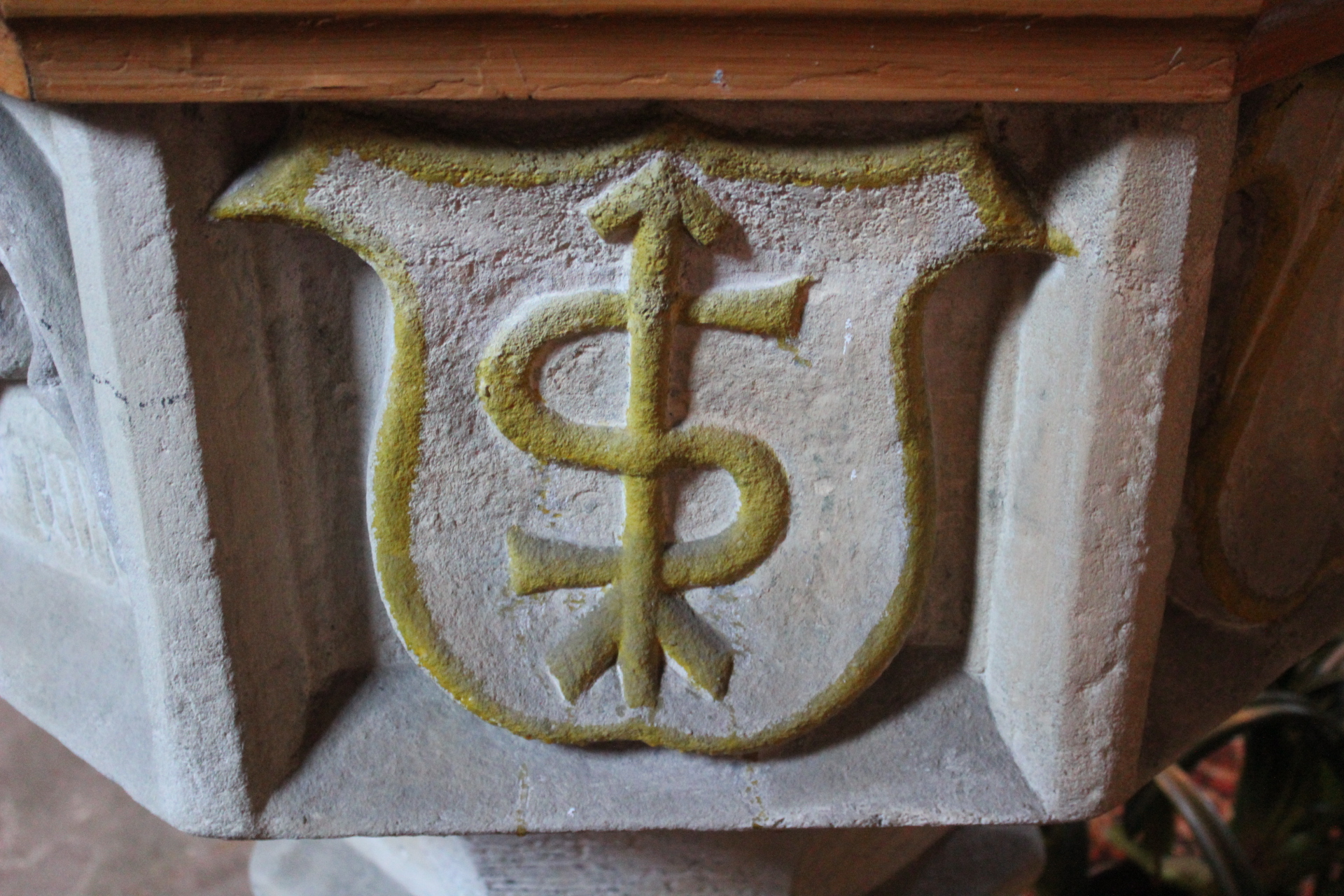
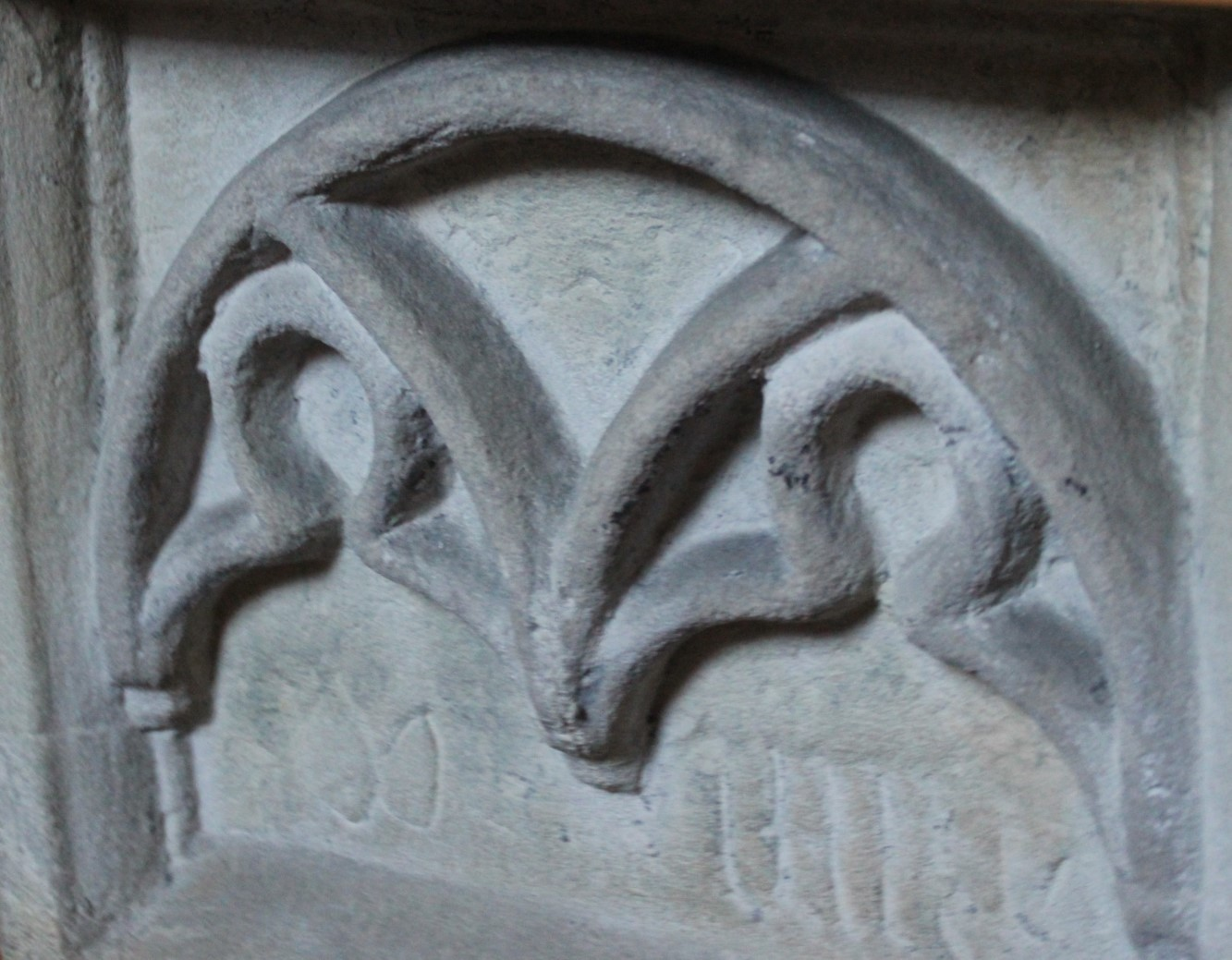
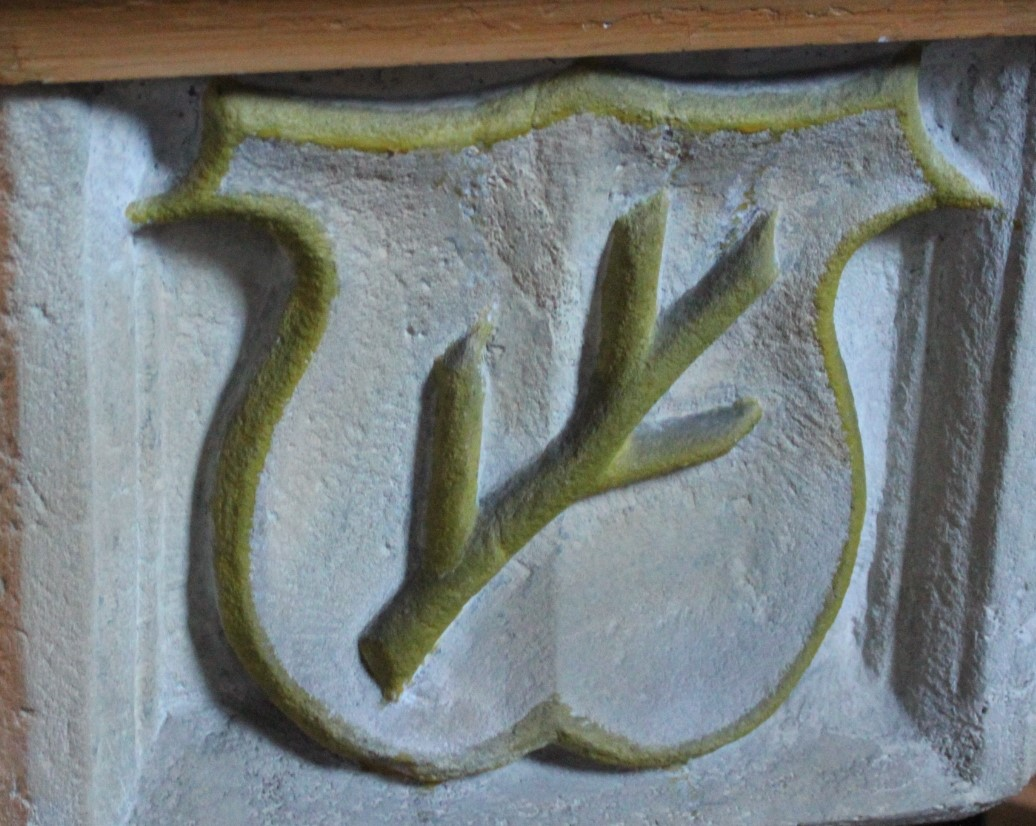
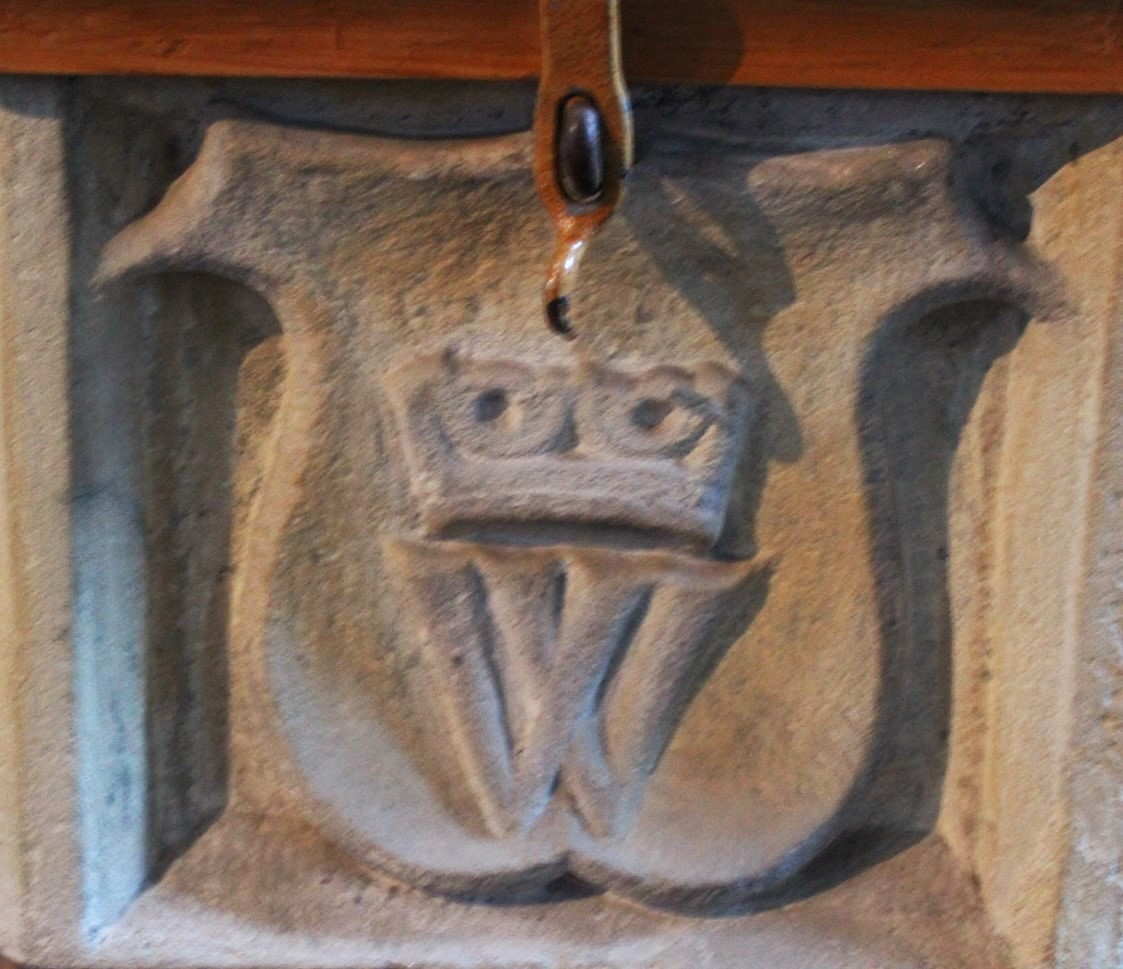
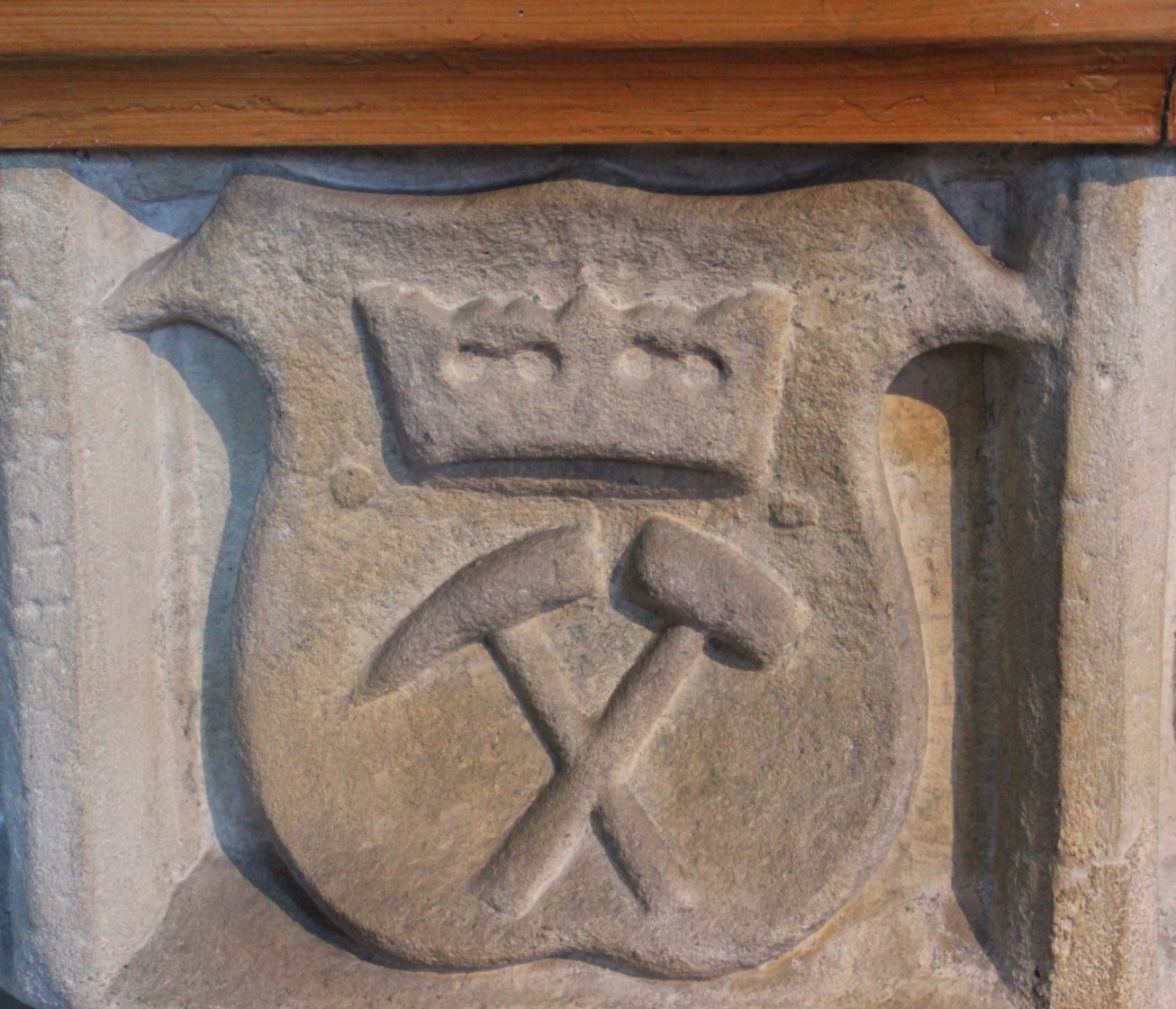
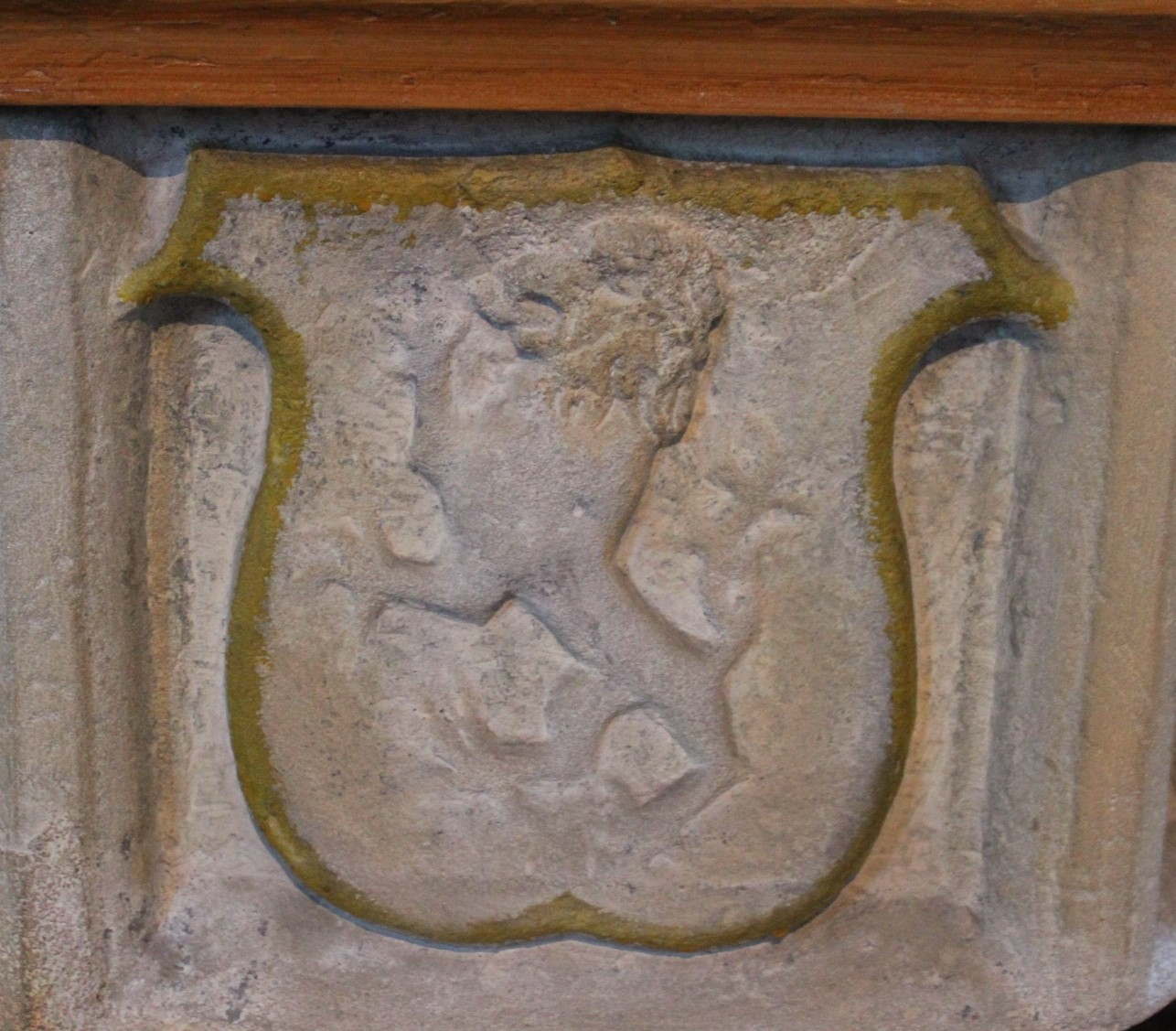
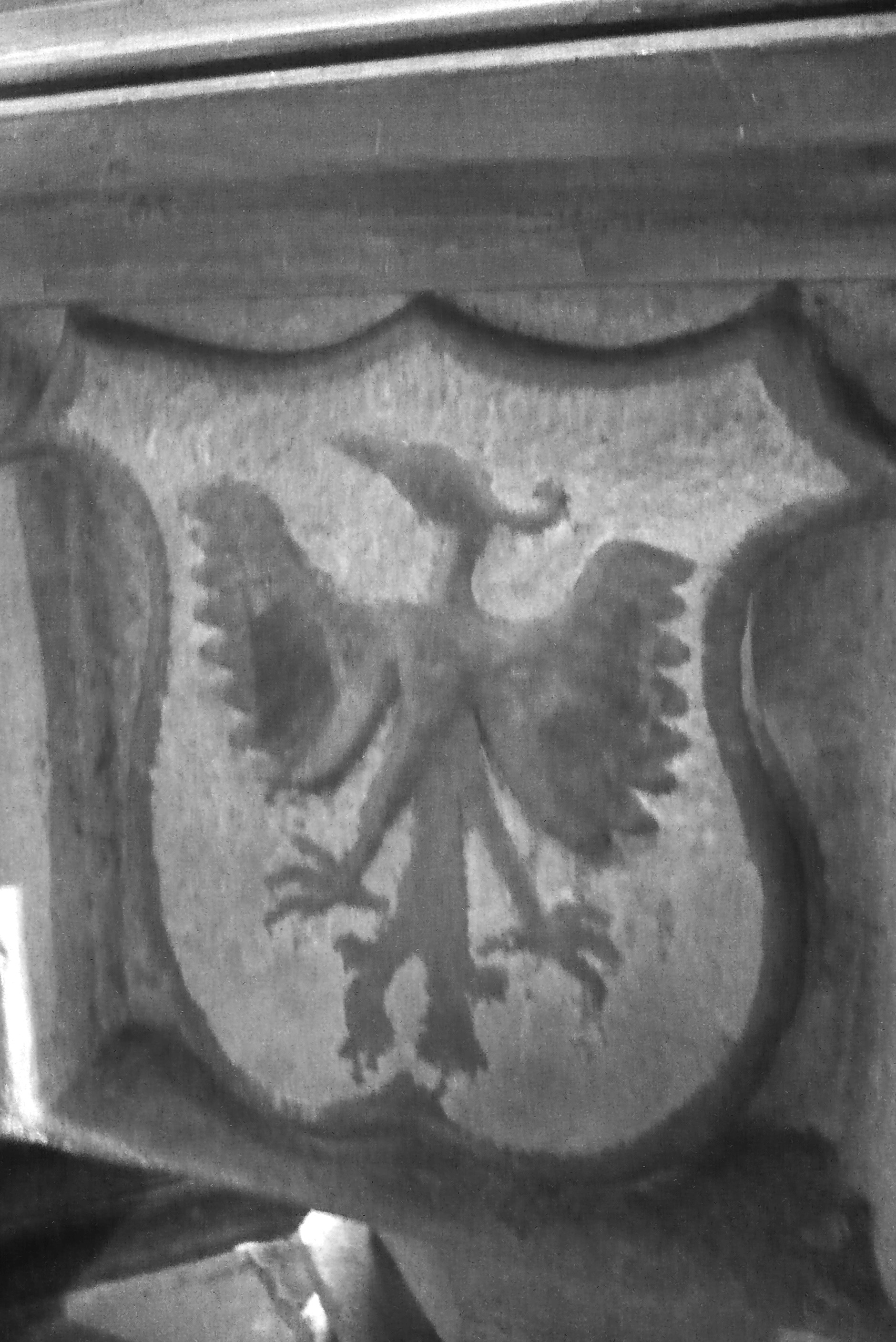
Orzeł
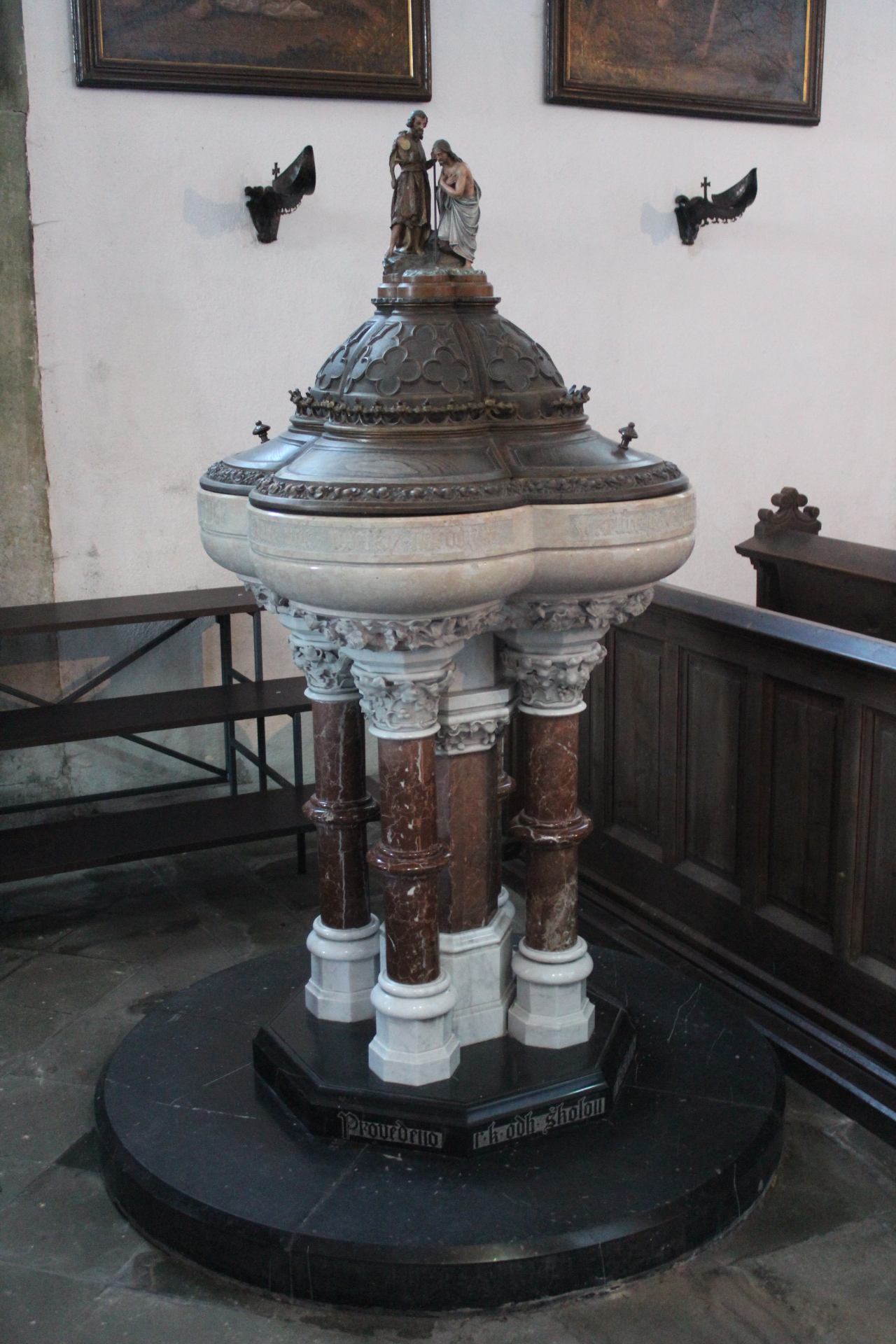
Chrzcielnica II